# Chasmaporthetes
Chasmaporthetes és un gènere extint de mamífers carnívors de la família de les hienes (Hyaenidae) que tingueren una amplíssima distribució des del Pliocè inferior fins al Plistocè mitjà, fa entre 210.000 anys i 5,3 milions d'anys. Se n'han trobat restes fòssils a Croàcia, els Estats Units, Espanya, Etiòpia, França, Grècia, Itàlia, Kenya, Líbia, el Marroc, Mèxic, Sud-àfrica, el Tadjikistan, Tanzània, Turquia, el Txad, Ucraïna i la Xina. Eren hienes de mida mitjana a grossa i de potes llargues i esveltes.
El nom genèric Chasmaporthetes significa ‘destructor de l'abisme’, en referència al Gran Canyó; el seu descriptor, el paleontòleg estatunidenc Oliver Perry Hay, creia que l'espècie tipus, C. ossifragus, podria haver estat testimoni del naixement d'aquest congost.